# Андреянов, Андрей Павлович
Андре́й Па́влович Андрея́нов (30 ноября 1870 — 16 мая 1906) — член Государственной Думы I созыва от Симбирской губернии.

## Биография

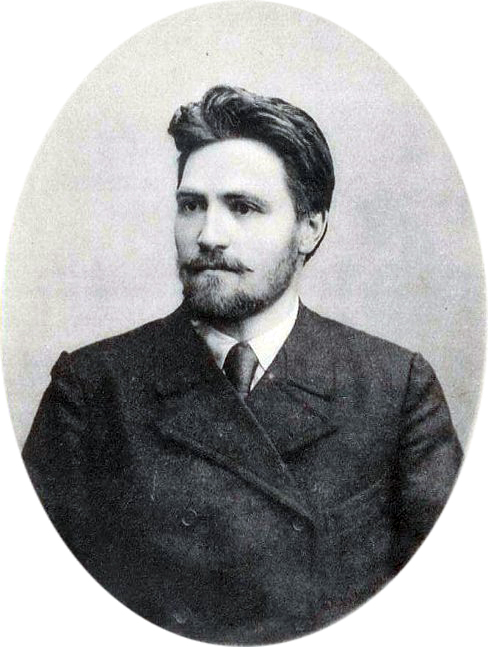
А. П. Андреянов, 1907

Родился 30 ноября 1870 года в селе Томышево Сызранского уезда в бедной крестьянской семье. В 12 лет окончил сельскую школу и стал работать писцом в волостном правлении, позже стал волостным писарем.
В начале 1898 года был избран волостным старшиной села Томышево. Позже его избрали гласным в Сызранское уездное земское собрание. В Сызрани Андреянов становится членом уездной земской управы и переезжает в город на постоянное жительство.
В 1905 году выступил в защиту интересов крестьян, возглавил сызранский Крестьянский союз, за что был отстранён от должности и арестован в январе 1906 года. Однако через несколько месяцев из-за плохого самочувствия был выпущен из тюрьмы на поруки. В том же году был избран членом Государственной Думы I созыва от Симбирской губернии. В Думе Андреянов принадлежал к группе крестьян-трудовиков. Вскоре после избрания скончался от инфаркта 16 мая 1906 года.

## Смерть
Существует несколько версий смерти Андреянова. Так, согласно энциклопедии «Кто есть кто в Сызрани» (2001), указано, что Андреянов возлагал большие надежды на Думу, но увидев, что она превращается в «говорильню» и толку от неё не будет, «горячо переживал все происходящее, страшно волновался и 16 мая 1906 года внезапно скончался от паралича сердца».
Согласно же справочнику «Государственная Дума первого призыва» (1906), причиной смерти Андеянова явилось возведённое на него обвинение (в газете «Сызрань»), что он стоит заодно с депутатом М. М. Ерогиным. Это так подействовало на А. П. Андреянова, что он счёл нужным протестовать с трибуны против таких, позорящих его слухов. В квартире, где он скончался нашли записку следующего содержания: «Сызрань, Симбирск. г., Журавлеву. Возмущаюсь статьей „Скорпіона“, мои слова 3 мая искреннія — восстановили мое доброе имя».
На его место в Государственной Думе на дополнительных выборах был избран П. Ф. Матвеев.